# Aeroporto di Timișoara-Traian Vuia
L'Aeroporto di Timișoara-Traian Vuia (IATA: TSR, ICAO: LRTR) è il terzo aeroporto romeno in ordine di traffico aereo ed il principale nodo di smistamento nell'ovest della Romania. È intitolato all'inventore e pioniere dell'aviazione romeno Traian Vuia (1872-1950).

## Storia
Il primo aeroporto a Timișoara è stato inaugurato il 20 luglio 1935 in località Moșnița Veche. Il primo volo, effettuato con un Potez a 5 posti, è stato tra le città di Bucarest-Craiova-Timișoara-Arad effettuato dalla compagnia aerea LARES (Liniile Aeriene Române Exploatate de Stat), l'attuale TAROM.
Nel 1960 venne inaugurato l'aeroporto attuale, ampliato nel 1964.

## Posizione geografica
È situato a Timișoara, nella regione del Banato, vicino ai confini dell'Ungheria e della Serbia.

## Collegamenti con Timișoara
L'aeroporto è raggiungibile con il bus E4 gestito dalla compagnia di trasporto pubblico RATT.